# HMS Temeraire (1907)
El HMS Temeraire fue un acorazado británico de la clase Bellerophon perteneciente a la Royal Navy construido en los reales astilleros de Devonport.
Fue ordenado bajo las estimaciones navales de 1906 con un coste total de 1.641.114 £. Aunque externamente, no existían grandes diferencias con su predecesor, el HMS Dreadnought, internamente, tanto el HMS Temeraire como sus gemelos tenían muchas mejoras, especialmente, en sus subdivisiones de los distintos mamparos estancos como protección contra ataques con torpedos, y un armamento secundario más pesado, que se creía que podría mantener a raya a los torpederos.

## Primera Guerra Mundial
Durante la mayor parte de la guerra, el HMS Temeraire estuvo asignado a la cuarta escuadra de combate de la Grand Fleet. El  18 de marzo de 1915, intentó embestir sin éxito al U-29 que previamente, había atacado al HMS Neptune. durante el verano de ese año, fue puesto al día en HM Dockyard de Devonport.
En la Batalla de Jutlandia, el HMS Temeraire, bajo el mando del Capitán E.V. Underhill, disparó 54 proyectiles de 305 mm (12”), sin recibir daños. En octubre de 1918, fue asignado a la escuadra británica del Mediterráneo oriental, bajo el mando del vicealmirante Gough-Calthrope.

## Posguerra
Tras el final se las hostilidades, el HMS Temeraire fue convertido en buque de entrenamiento de cadetes. Junto a los otros dos miembros de su clase, fue dado de baja en 1921 al quedar obsoleto y fue desguazado en 1922.